# ホテイフーズコーポレーション
株式会社ホテイフーズコーポレーション（英語表記：HOTEI FOODS CORPORATION）は、缶詰の製造を中心とする食品製造会社である。

## 沿革
- 1933年4月 - 同社前身の三共商会が、輸出用のツナ缶・みかん缶詰の製造を開始。
- 1942年8月 - 静岡県缶詰株式会社へ企業合同し、一部門となる。
- 1946年2月 - 山本商店を創立。
- 1947年9月 - 法人化し、山本食糧工業株式会社となる。
- 1968年1月 - 子会社の気仙沼食品株式会社、由比特産缶詰株式会社、多加羅食品株式会社の3社を吸収合併し、ほてい缶詰株式会社に社名変更
- 1970年12月 - やきとり缶詰を発売。
- 1984年4月 - 気仙沼工場を分社化、気仙沼ほてい株式会社設立。
- 1993年10月 - 株式会社ホテイフーズコーポレーションに社名変更。
- 2019年3月 - 鶏肉から揚げの缶詰を発売[1]。

## 主な商品
- やきとり缶詰 - 1970年発売開始の、同社の看板商品
- ツナ缶詰 - 「ツナカル」の商品名で販売
- フルーツ缶詰 - みかん、アロエなど
- 水産品缶詰、蔬菜缶詰、レトルト食品など
- 業務用食品
  - このほか、伊藤園「お〜いお茶」（ペットボトル）のOEM生産も行っている。

## キャラクター
おおば比呂司の筆ロゴによる、看板商品の「やきとり」または｢からあげ｣の各缶詰の缶に描かれ、またCMにも登場する、鼻が赤いほろ酔い姿の男性キャラクターが広く知られているが、公式の名前はつけられていない。ただし、ホテイ社内では、CMラストの｢やきとりならほてい・やきやき！｣のフレーズから「やきやき親父」と呼ばれている。

## 提供番組
現在
- 伊藤園レディスゴルフトーナメント（テレビ朝日系列)毎年11月の第2週

過去
- 北野ファンクラブ（フジテレビ）- 番組出演者のつまみ枝豆が当社CMに出演した。